# بیخود از خود
بیخود از خود (انگلیسی: Self/less) فیلمی در ژانر علمی–تخیلی به کارگردانی تارسم سینگ است که در سال ۲۰۱۵ منتشر شد.

## خلاصه داستان
مرد فوق‌العاده ثروتمندی برای درمان سرطانش تن به پرتودرمانی می‌دهد و این عمل باعث می‌شود که ضمیر ناخودآگاهش در بدن مرد جوان سالمی حلول کند. اما همه چیز آن طور که به نظر می‌رسد نیست، او شروع به کشف راز منشأ این بدن و سازمانی که برای محافظت از علت آن دست به قتل خواهد زد می‌کند.